# Cheiracanthium taegense
Cheiracanthium taegense är en spindelart som beskrevs av Paik 1990. Cheiracanthium taegense ingår i släktet Cheiracanthium och familjen sporrspindlar. Inga underarter finns listade i Catalogue of Life.